# 1477
Năm 1477 là một năm trong lịch Julius.

## Sinh
25 tháng 1 – Anne xứ Bretagne, Công tước xứ Bretagne và Vương hậu Pháp.